# Café de los maestros
Café de los maestros es una película del género documental, dirigida por Miguel Kohan que se estrenó el 26 de junio de 2008. 
Se trata de una coproducción de Argentina, Brasil y Estados Unidos en la cual el ganador del premio Óscar Gustavo Santaolalla escribió el guion junto con el director y participó en la producción.
El filme que se basa en el back-stage de la grabación de un álbum musical del mismo nombre está coprotagonizado por reconocidos músicos y cantantes tales como Mariano Mores, Leopoldo Federico, Ernesto Baffa, Atilio Stampone, Emilio Balcarce, José Libertella, Virginia Luque, Alberto Podestá, Lágrima Ríos, Emilio de la Peña y Horacio Salgán. Fue exhibido en el Festival Internacional de Cine de Berlín el 10 de febrero de 2008, en el Festival de Cine de Jerusalén el 15 de julio de 2008, el Festival de Cine de Salónica el 22 de noviembre de 2008 y en el Festival Internacional de Cine de Guadalajara.

## Reparto
Participan del filme los siguientes intérpretes:
- Osvaldo Berlingieri
- Gabriel Clausi
- Juan D'Arienzo (archivo)
- Jorge 'El Portugués' da Silva
- Ubaldo De Lío
- Carlos Di Sarli  (archivo)
- Oscar Ferrari
- Carlos García
- Juan Carlos Godoy
- Carlos Lazzari
- Osvaldo Pugliese (archivo)
- Osvaldo Requena
- Gustavo Santaolalla
- Mariano Mores
- Leopoldo Federico
- Ernesto Baffa
- Atilio Stampone
- Emilio Balcarce
- José Libertella
- Virginia Luque
- Alberto Podestá
- Lágrima Ríos
- Emilio de la Peña
- Horacio Salgán
- Aníbal Arias
- Osvaldo "Marinero" Montes

## El director
Miguel Kohan es un fotógrafo y cineasta formado en la Universidad de Los Ángeles (que, además, es médico sicoanalista) que declara: "vengo de filmar una historia sobre el folklore olvidado y ahora llegó al tango; con mis películas estoy conociendo la Argentina, geográfica y culturalmente" y regala unas postales de su realización anterior, Salinas Grandes. Es un telefilm que ganó, en 2001, un concurso del Incaa para documentales sobre la crisis argentina. Este retrato de un hombre joven, Prudencio Alancay, que trabaja en un inmenso salar de la puna jujeña.

## Los intérpretes
Miguel Kohan comentó que "Para muchos músicos y cantantes, Café de los maestros es como volver a vivir. Creo que la falta de este tipo de proyectos hizo que iconos como ellos quedaran como suspendidos", opina el director mientras planifica cómo va a retratar el presente de cada una de las figuras." Por su parte Santaolalla, presente en una de las grabaciones en los estudios Ion del barrio porteño de Once señalaba que "En estos músicos están representadas las cuatro escuelas del tango: la de Di Sarli, D´Arienzo, Troilo y Pugliese"

## Producción
La producción estuvo a cargo de Lita Stantic, Walter Salles y Gustavo Santaolalla. El filme fue realizado en video digital sobre la base de unas 300 horas de grabación obtenidas por cámaras que siguieron a los artistas durante las jornadas de grabación y ensayo que culminaron con una ovacionada presentación en el teatro Colón. La película se centró en las relaciones interpersonales, los vínculos de un grupo de viejos conocidos que comparten una historia en común de la cual las grabaciones y la presentación final son un episodio que si bien son importantes, son otros más en ese prologado camino en el tiempo.

## El gran espectáculo final
El concierto en el Teatro Colón se realizó el 24 de agosto con cámaras para filmar parte de la película de Café de los maestros.
Para esta gran producción se contó en la grabación con la impecable y gran labor de los reconocidos productores/ingenieros de sonido Alberto Estela, Alejandro Lista, Rigo Quesada y Mariano Zelada, realizando todo el registro sonoro del show que luego sería parte de la multi premiada película.

## Recepción
Desde que aceptó el trabajo de realizar esta película Miguel Kohan supo que la comparación de Café de los maestros con el formato Buena Vista Social Club iba a ser inevitable. Pero según aquella película que dirigió Wim Wenders en 1999 sobre los músicos cubanos rescatados por el proyecto Ry Cooder "no tiene la misma coyuntura que ésta, más allá de que comparten el retrato de una generación".
Sol Santoro comentó que:

"Rompiendo desde el principio con el casi inevitable vínculo entre el tango y la melancolía, el filme se presenta dinámico, entrañable, mostrando los berretines propios de una generación que marco el género musical. Carreras de caballos, copetines en los bares y “los muchachos”. Se entiende que son los maestros, pero son personajes cercanos, propios de paisaje porteño.
El respeto y la admiración pero en lo más cotidiano. No parece haber una intención de mostrar un Tango “For export”, sino un grupo humano con sus códigos más sencillos. La película no pretende que como espectadores los escuchemos cantar y  tocar, porque para eso hubiese bastado una cámara fija en la sala del Colón, sino que se propone mostrar como se componen esos personajes tangueros. En sus casas, en los modernos estudios de grabación, en el ensayo, preparando los impecables trajes negros y disfrutando de lo que hacen hace tantos años."

Por su parte Cecilia Absatz opinó que:

"(Santaolalla) se sienta en un bar con Juan Carlos Godoy a mirar un partido de fútbol. Y muestra a Ernesto Baffa, quien no puede disimular su orgullo cuando exhibe el bandoneón que heredó de Aníbal Troilo. Se ven las uñas esculpidas de Virginia Luque, sus pestañas arqueadas y el corazón volcánico que se le escapa en la mirada. Mariano Mores ensaya y suenan en el aire los acordes de su Taquito militar. En el estudio de grabación se recupera la mística del trabajo, la modelación del sonido hasta sus variaciones más tenues, la importancia de un silencio, la concentración y la velocidad. Regresan las grandes orquestas, los herederos de los que hicieron escuela: Di Sarli, D'Arienzo, Pugliese y Troilo. La música desata una forma de emoción de textura inefable, de alguna manera vinculada a la tierra, a la historia y a la infancia. Es hora de ir al Colón. Los músicos se visten de smoking y se abrazan. Uno de los cantores admite que no lo puede creer. El teatro vibra con todas sus luces. En la platea, se supo después, estuvieron, entre otros músicos, León Gieco, Lito Vitale, Andrés Calamaro, Vicentico, Daniel Melingo y el Zorrito Von Quintiero. Con Tom Lupo como presentador, la función hizo una síntesis de la historia del tango argentino: la película captura esta idea y el corazón canta. No se trata sólo de emoción y tampoco hay en toda la empresa una gota de nostalgia. Al contrario. Es una invitación y un desafío. El tango no dijo todavía su última palabra; apenas estamos comenzando."

En una crónica que él mismo reconoce influida por su pasión el periodista Barone afirmó que la película: 

"Excede su expresión estética y su carácter documental. Es como un asilo de ancianos profetas que simulan ignorar su predestinación. La cámara cae sobre ellos como sobre un documento de identidad antiguo cae la mirada del aduanero semblanteando al portador para verificar si es el auténtico. Y también nos semblantea a los de las butacas. Y si nos legitima es que algo nos queda de esos músicos niños que juegan a la música cuando ya son abuelos. La gente los aplaude. Y al menos por un rato no muerde. Yo tampoco."

## Premios
- Premio Sur al Mejor Documental de la Academia de las Artes y Ciencias Cinematográficas de la Argentina de 2008.
- Cóndor de Plata a la mejor película documental de 2008.[6]